# Rosyjski Korpus Ochronny
Rosyjski Korpus Ochronny (ros. Русский Охранный Корпус, niem. Russisches Schutzkorps Serbien) – białorosyjska kolaboracyjna formacja zbrojna w służbie Niemiec, działająca na obszarze okupowanej Jugosławii podczas II wojny światowej.

## Początki Korpusu
Korpus został sformowany po zajęciu Jugosławii przez wojska Osi. Generał Michaił Skorodumow, weteran białych, zwrócił się do niemieckich władz okupacyjnych z propozycją stworzenia uzbrojonego „Oddzielnego Rosyjskiego Korpusu”, który broniłby rosyjskich emigrantów przed partyzantami NOVJ. W zamian za uzbrojenie i zaopatrzenie Korpusu przez Niemców postawił 6 warunków:
- 1. Tylko dowódca Korpusu jest odpowiedzialny przed niemieckim dowództwem. Wszystkie oddziały i żołnierze podlegają jedynie dowódcy Korpusu, który jest zatwierdzany przez niemieckie dowództwo, a dowódcy są mianowani przez dowódcę Korpusu.
- 2. Oddziały Korpusu nie mogą być połączone z niemieckimi oddziałami, są one całkowicie niezależne.
- 3. Żołnierze Korpusu są umundurowani w rosyjskie mundury, dla których materiał musi pochodzić z dawnych serbskich zapasów.
- 4. Oficerowie Korpusu nie mogą składać żadnych przysiąg.
- 5. Po zakończeniu tworzenia Korpusu i pokonaniu komunistów, niemieckie dowództwo przeniesie go na Wschodni Front.
- 6. Korpus nie może być użyty przeciwko rządowi serbskiemu, ani czetnikom płk. Dragoljuba Mihailovicia.

Co do 5 punktu, gen. M. Skorodumow przekonywał – tak jak wielu białych Rosjan w tym czasie, że jest możliwe wykorzystanie obcej wojny w celu wywołania w Rosji wojny domowej i zlikwidowania dyktatury Józefa Stalina. Korpus miał stać się główną siłą tego oporu.
12 września 1941 r., po otrzymaniu pisemnej zgody ze strony Niemców, gen. M. Skorodumow ogłosił w Belgradzie powołanie Rosyjskiego Korpusu Ochronnego. Jednakże 3 dni później został nieoczekiwanie aresztowany przez Niemców pod zarzutem samowolnego sformowania „niezależnego rosyjskiego korpusu”. Zastąpił go dotychczasowy zastępca i szef sztabu, gen. Borys Sztejfon, inny weteran wojny domowej w Rosji w latach 1918–1921. Kontynuował on rozbudowę Korpusu. Jednocześnie prowadził z Niemcami dyplomatyczną rozgrywkę w celu wywalczenia dla Korpusu tyle niezależności, ile byłoby możliwe.
Do Korpusu wstępowali biali emigranci rosyjscy żyjący w Jugosławii i innych krajach Europy Środkowo-Wschodniej. Przyjmowano osoby w wieku od 16 aż do siedemdziesięciu kilku lat. Początkowo brakowało młodych mężczyzn, gdyż większość z nich była wzięta do armii jugosłowiańskiej, a następnie trafiła do niewoli lub przeszła do oddziałów partyzanckich. Większość ochotników była absolwentami Rosyjskiego Korpusu Kadetów w Jugosławii bądź weteranami z armii białych. Oficerowie i generałowie mogli nosić swoje dawne stopnie wojskowe na naramiennikach, natomiast na kołnierzu munduru mieli stopień, który posiadali w Korpusie. Noszono umundurowanie wzorowane na b. armii rosyjskiej z serbskimi odznakami królewskimi. W późniejszym okresie pojawiły się też mundury niemieckie, na których dodawano kokardę w rosyjskich barwach i rosyjskie dystynkcje. W Korpusie obowiązywał przedrewolucyjny rosyjski regulamin wojskowy, który później dostosowano do regulaminu niemieckiego.
Korpus składał się z pięciu pułków piechoty (trzy od początku, czwarty – od kwietnia 1942 r. i piąty – od grudnia 1943 r.), uzbrojonych w broń niemiecką, włoską, jugosłowiańską i czechosłowacką. 1. Pułk był jednostką elitarną, do której trafiali najbardziej wysportowani i najmłodsi ochotnicy. Nie było natomiast artylerii, co – według gen. B. Sztejfona – wynikało z obaw Niemców, aby formacja nie stała się zbyt samodzielna. 

## Rozwój Korpusu
30 listopada 1942 Korpus został podporządkowany Wehrmachtowi jako Russisches Schutzkorps (później Russisches Schutzkorps Serbien). Liczył wówczas ok. 3 tys. ludzi. Przez większą część okupacji wykonywał zadania ochronne, jak patrolowanie strategicznej linii kolejowej Belgrad–Nisz, czy pełnienie służby wartowniczej w różnych zakładach przemysłowych. Od wiosny 1944 r. Niemcy rzucili go do bezpośredniej walki z partyzantką komunistyczną Josipa Broz Tity. Było to niezgodne z koncepcją jego twórców, którzy chcieli uczynić z niego jedynie formację typowo obronną, trzymaną z dala od bezpośrednich akcji przeciwpartyzanckich. Zgodnie z pkt. 6 warunków gen. M. Skorodumowa dowództwo Korpusu odmawiało atakowania serbskich czetników uważanych za siły neutralne wobec niego, a czasami nawet sojusznicze. Za formację sprzymierzoną uznawano natomiast Serbski Korpus Ochotniczy. Konflikty występowały z Siłami Zbrojnymi Niezależnego Państwa Chorwackiego, z którymi Korpus był de iure w sojuszu. Ich tłem były ataki Chorwatów na serbskie wioski.
Konflikt gen. B. Sztejfona z niemieckim dowództwem doprowadził do wywalczenia kilku ustępstw wobec Korpusu. Jednym z nich było wyposażenie formacji w niemieckie mundury, innym zaś nieprzysięganie przez żołnierzy na wierność Adolfowi Hitlerowi. Udało mu się też uzyskać pozwolenie na wysłanie swoich przedstawicieli na okupowane obszary sowieckie i zwerbowanie nowych ochotników. Tą drogą wśród sowieckich jeńców wojennych i cywilów pozyskano ok. 5 tys. ludzi, przetransportowanych następnie do Serbii.
W 1944 r. Niemcy nakazali Korpusowi ochraniać ich odwrót z Grecji. We wrześniu tego roku, po kapitulacji Bułgarii i Rumunii, Korpus stanął naprzeciw nie tylko oddziałów partyzanckich J.B. Tity, ale też regularnych oddziałów Armii Czerwonej, z którymi współdziałały teraz jednostki bułgarskie i rumuńskie (m.in. uczestniczył w obronie Belgradu, a następnie walkach z partyzantami w Bośni). W ciągu kilku miesięcy słabo wyposażony i uzbrojony Korpus w ciężkich walkach z nimi stracił blisko 1/3 swego stanu liczbowego. 10 października 1944 r. Korpus przemianowano na Rosyjski Korpus w Serbii. Pod koniec grudnia przeszedł na obszar Chorwacji.
Wiosną 1945 r. gen. B. Sztejfon spotkał się z gen. Andriejem Własowem, dowódcą Rosyjskiej Armii Wyzwoleńczej, oferując mu podporządkowanie się jego rozkazom. W rezultacie Korpus wszedł formalnie w skład Sił Zbrojnych Komitetu Wyzwolenia Narodów Rosji, chociaż faktycznie nigdy nie połączył się z jej jednostkami.
W tym samym czasie Korpus rozpoczął odwrót na północ do Słowenii. 30 kwietnia koło Zagrzebia zmarł na atak serca gen. B. Sztejfon, a jego następcą został płk Anatolij Rogożin, dotychczasowy dowódca jednego z pułków.

## W niewoli
Nowy dowódca natychmiast podjął decyzję o poddaniu się zachodnim aliantom, aby uniknąć schwytania przez komunistyczną partyzantkę lub Sowietów. Przy silnym sprzeciwie Niemców skierował swoich ludzi w sile ok. 4,5 tys. żołnierzy do Austrii w rejon Klagenfurt am Wörthersee z intencją poddania się brytyjskim wojskom razem z oddziałami Serbskiego Korpusu Ochotniczego i Słoweńskiej Domobrany. 12 maja 1945 r. Rosjanie złożyli broń przed Brytyjczykami, a płk A. Rogożin oświadczył, że ich wrogami byli jedynie bolszewicy, a nie alianci, licząc na sprawiedliwe traktowanie. Założyli oni w miejscowości Kellerberg własny obóz z prawosławną cerkwią. Początkowo był on nieznany Sowietom, ale wkrótce dowiedzieli się o nim od żołnierzy innych kolaboranckich formacji rosyjskich. Do obozu zaczęli docierać agenci Smiersza, których infiltracji przeciwdziałało dowództwo Korpusu. Władze brytyjskie potraktowały żołnierzy Korpusu inaczej niż Kozaków i Rosjan z ROA. Mianowicie uznały, że nie podlegają repatriacji do ZSRR jako „byli obywatele sowieccy”, co uzgodniono podczas konferencji tzw. wielkiej trójki w Jałcie. Prawdziwym byłym jeńcom sowieckim zostały nawet wydane fałszywe dokumenty. Ostatni b. żołnierze Korpusu, w tym płk A. Rogożin, opuścili obóz w 1951 r.
1 listopada 1945 r. płk A. Rogożin oficjalnie rozwiązał Korpus i utworzył stowarzyszenie kombatanckie, które było odpowiedzialne za zapewnienie bezpieczeństwa b. żołnierzom formacji. Wielu z nich wyemigrowało następnie do USA, Kanady, Brazylii, Argentyny i kilku krajów zachodniej Europy. W miejscowości Nanuet w USA istnieje kaplica Aleksandra Newskiego (patrona Korpusu) ku czci żołnierzy formacji. Wielu z nich, w tym płk A. Rogożin, jest pochowanych w pobliżu.

## Struktura organizacyjna Korpusu
W poł. sierpnia 1944 r.
- Sztab Korpusu
- 1. Pułk Ochronny (w składzie trzech batalionów i pododdziałów wsparcia)
- 2. Pułk Ochronny (w składzie trzech batalionów i pododdziałów wsparcia)
- 3. Pułk Ochronny (w składzie trzech batalionów i pododdziałów wsparcia)
- 4. Pułk Ochronny (w składzie trzech batalionów i pododdziałów wsparcia)
- 5. Pułk Ochronny (w składzie trzech batalionów i pododdziałów wsparcia)

W poł. października 1944 r.
- Sztab Korpusu
- 1. Pułk Ochronny (w składzie trzech batalionów i pododdziałów wsparcia)
- 2. Pułk Ochronny (w składzie trzech batalionów i pododdziałów wsparcia)
- 3. Pułk Ochronny (w składzie trzech batalionów i pododdziałów wsparcia)
- Kompania Wsparcia
- Kompania Wartownicza
- Kompania Zaopatrzenia
- Lekka Kolumna Zaopatrzenia
- Szpital Polowy